# Sirisriro Patama
Sirisriro Patama (Thai: ปัทมา ศิริศรีโร; * um 1950) ist eine ehemalige thailändische Badmintonspielerin. Sie war eine der bedeutendsten Akteurinnen der 1970er Jahre in dieser Sportart in Thailand.

## Sportliche Karriere
In ihrer Heimat siegte sie erstmals 1974 bei den thailändischen Meisterschaften im Doppel mit Thongkam Kingmanee. Bis 1979 gab sie den Doppeltitel nicht mehr ab, wobei sie den letzten Titel gemeinsam mit Suleeporn Jittariyakul holte. 1976 und 1977 siegte sie zusätzlich noch im Dameneinzel.
International erkämpfte sie sich bei den Südostasienspielen 1973 im Doppel Silber mit Thongkam Kingmanee. Bei den Asienspielen 1978 wurde sie Dritte im Doppel und im Einzel. Bei der Weltmeisterschaft des weniger bedeutenden Verbandes WBF siegte sie 1979 im Doppel mit Suleeporn Jittariyakul.

## Erfolge

### Individuell
| Saison | Veranstaltung             | Disziplin   | Platz | Partner                | Gegner                             | Ergebnis     |
| ------ | ------------------------- | ----------- | ----- | ---------------------- | ---------------------------------- | ------------ |
| 1973   | Singapur Open             | Damendoppel | 2     | Thongkam Kingmanee     | Sri Wiyanti Theresia Widiastuti    | 10–15, 10–15 |
| 1973   | Südostasienspiele         | Damendoppel | 2     | Thongkam Kingmanee     | Rosalind Singha Ang Sylvia Ng      |              |
| 1975   | Südostasienspiele         | Damendoppel | 2     | Thongkam Kingmanee     | Rosalind Singha Ang Sylvia Ng      | 5–15, 3–15   |
| 1977   | Südostasienspiele         | Dameneinzel | 3     | –                      | Ong Ah Hong                        |              |
| 1978   | Weltmeisterschaften (WBF) | Dameneinzel | 2     | –                      | Zhang Ailing                       | 4–11, 4–11   |
| 1978   | Asienspiele               | Dameneinzel | 3     | –                      | Liang Qiuxia                       | 11–12, 5–11  |
| 1978   | Asienspiele               | Damendoppel | 3     | Thongkam Kingmanee     | Imelda Wiguna Verawaty Fadjrin     | 7–15, 6–15   |
| 1979   | USSR International        | Dameneinzel | 2     | –                      | Svetlana Belyasova                 |              |
| 1979   | Weltmeisterschaften (WBF) | Damendoppel | 1     | Suleeporn Jittariyakul | Liu Xia Zhang Ailing               | 15–10, 15–11 |
| 1979   | Südostasienspiele         | Dameneinzel | 3     | –                      | Ivanna Lie                         | 4–11, 9–11   |
| 1979   | Südostasienspiele         | Damendoppel | 3     | Suleeporn Jittariyakul | Ruth Damayanti Theresia Widiastuti | 15–18, 7–15  |
| 1981   | Südostasienspiele         | Damendoppel | 3     | Suleeporn Jittariyakul | Indonesien Indonesien              |              |

### Teamergebnisse
| Saison | Veranstaltung             | Disziplin | Platz |
| ------ | ------------------------- | --------- | ----- |
| 1973   | Südostasienspiele         | Damenteam | 2     |
| 1975   | Südostasienspiele         | Damenteam | 2     |
| 1977   | Südostasienspiele         | Damenteam | 3     |
| 1978   | Asienspiele               | Damenteam | 2     |
| 1979   | Weltmeisterschaften (WBF) | Damenteam | 3     |
| 1979   | Südostasienspiele         | Damenteam | 2     |
| 1981   | Südostasienspiele         | Damenteam | 2     |